# سام مورو
سام مورو (انگلیسی: Sam Morrow؛ زادهٔ ۳ مارس ۱۹۸۵) بازیکن فوتبال اهل ایرلند شمالی است.
از باشگاه‌هایی که در آن بازی کرده‌است می‌توان به باشگاه فوتبال لینفیلد، باشگاه فوتبال ترانمره راورز، باشگاه فوتبال ایپسویچ تاون، باشگاه فوتبال پاتریک تیسل، باشگاه فوتبال بوستون یونایتد، و باشگاه فوتبال هیبرنین اشاره کرد.
وی همچنین در تیم ملی فوتبال زیر ۲۱ سال ایرلند شمالی بازی کرده‌است.